# Goniorrhina nasuta
Goniorrhina nasuta är en skalbaggsart som beskrevs av Marc Lacroix 2006. Goniorrhina nasuta ingår i släktet Goniorrhina och familjen Melolonthidae. Inga underarter finns listade i Catalogue of Life.